# Сен-Сьер-сюр-Боньёр
Сен-Сьер-сюр-Боньёр (фр. Saint-Ciers-sur-Bonnieure) — коммуна во Франции, находится в регионе Пуату — Шаранта. Департамент — Шаранта. Входит в состав кантона Манль. Округ коммуны — Конфолан.
Код INSEE коммуны — 16307.
Коммуна расположена приблизительно в 370 км к юго-западу от Парижа, в 85 км южнее Пуатье, в 25 км к северу от Ангулема.

## Население
| Год  | Численность | Численность |
| ---- | ----------- | ----------- |
| 1968 | 271         | [ 7 ]       |
| 1975 | 264         | [ 7 ]       |
| 1982 | 256         | [ 7 ]       |
| 1990 | 240         | [ 7 ]       |
| 1999 | 256         | [ 7 ]       |
| 2006 | 288         | [ 7 ]       |
| 2011 | 302         | [ 7 ]       |
| 2013 | 313         |             |
| 2015 | 328         | [ 8 ]       |
| 2016 | 350         | [ 9 ]       |
| 2017 | 334         | [ 10 ]      |
| 2018 | 333         | [ 11 ]      |
| 2019 | 333         | [ 12 ]      |
| 2020 | 327         | [ 13 ]      |
| 2021 | 320         | [ 14 ]      |
| 2022 | 313         | [ 4 ]       |

## Экономика
В 2007 году среди 193 человек в трудоспособном возрасте (15—64 лет) 134 были экономически активными, 59 — неактивными (показатель активности — 69,4 %, в 1999 году было 64,2 %). Из 134 активных работали 118 человек (66 мужчин и 52 женщины), безработных было 16 (6 мужчин и 10 женщин). Среди 59 неактивных 9 человек были учениками или студентами, 24 — пенсионерами, 26 были неактивными по другим причинам.

## Достопримечательности
- Приходская церковь Сен-Сьер (XII век)
- Дольмен Груж (фр.). Исторический памятник с 2012 года[16]

## Галерея
- Дольмен Груж (фр.)
- Мэрия
- Военный мемориал